# 酸碱质子理论
酸碱质子理论，又稱布仑斯惕-洛瑞碱酸理论，也稱布-洛酸鹼學說（英語：Brønsted–Lowry acid–base theory），是丹麦化学家约翰内斯·尼古劳斯·布仑斯惕和英国化学家托马斯·马丁·劳里于1923年各自独立提出的一种酸碱理论。该理论认为：凡是可以释放質子（氫離子，H+）的分子或离子为酸（布仑斯惕酸，B酸），凡是能接受氫離子的分子或离子則为碱（布仑斯惕碱，B碱）。
當一個分子或離子釋放氫離子，同時一定有另一個分子或離子接受氫離子，因此酸和鹼會成對出現。酸碱质子理论可以用以下反應式說明：
酸 + 鹼 ⇌ 共軛鹼 + 共軛酸
酸在失去一個氫離子後，變成共軛鹼；而鹼得到一個氫離子後，變成共軛酸。以上反應可能以正反應或逆反應的方式來進行，不過不論是正反應或逆反應，均維持以下的原則：酸將一個氫離子轉移給鹼。
在上式中，酸和其對應的共軛鹼為一組共軛酸鹼對。而鹼和其對應的共軛酸也是一組共軛酸鹼對。

## 內容
水是兩性物質，因此依反應物的不同，水可能是酸（釋放質子），也可能是鹼（接受質子）。例如在水和乙酸的反應中，水扮演鹼的角色：
CH3COOH + H2O ⇌ CH3COO− + H3O+
生成物之一的乙酸根離子 CH3COO− 是乙酸的共軛鹼，而水合氫離子 H3O+ 則是水的共軛酸。
而在水和氨的反應中，水扮演酸的角色，其反應式如下：
H2O + NH3 ⇌ OH− + NH4+
水提供一個氫離子給氨，而氫氧根離子則是水的共軛鹼。
強酸（如鹽酸）會完全解離，而弱酸（如乙酸）只會部份解離。酸度係數 pKa 是酸解離程度的指標，也可用來判斷酸的強弱。
許多的化合物均可以依酸碱质子理论的方式，依其和水反應的情形，分類為酸或鹼：如無機酸以及其衍生物（如磺酸、磷酸）、羧酸、胺、碳負離子、 1,3-二酮（如乙醯丙酮、乙醯乙酸乙酯、米氏酸）...等。

## 和酸碱电子理论的關係
路易士鹼可以提供電子對，若此電子對可以和氫離子鍵結，則此路易士鹼也是布仑斯惕鹼。因此酸碱质子理论也可以適用在非水溶液的情形。一個給電子溶劑 S 可以用以下的方式接受氫離子：
AH + S: ⇌ A− + SH+
在酸鹼化學中典型的給電子溶劑，如二甲基亞碸或液氨，都有一個有孤對電子的氧原子或氮原子，可以和氫離子鍵結。
有些路易士酸除了可以接收電子對外，也是布仑斯惕酸。如鋁離子 Al3+ 可以從水分子接受電子對，如以下的反應式：
Al3+ + 6H2O → Al(H2O)63+
反應所生成的水合鋁離子為弱的布仑斯惕酸：
Al(H2O)63+ + H2O ⇌ Al(H2O)5OH2+ + H3O+ .....Ka = 1.7 x 10-5
全反應可以視為鋁離子的水解。
不過並非所有的路易士酸都會產生對應的布仑斯惕酸，如鎂離子也是路易士酸，可和六個水分子結合為水合鎂離子：
Mg2+ + 6H2O → Mg(H2O)62+
但此例中沒有氫離子的轉移，因為水合鎂離子的Ka很小（Ka ~ 10−11），所釋放的氫離子很少，可以忽略不計。 
硼酸可以用來說明一個在水中不會解離的布仑斯惕酸，仍然可以提供氫離子給水（在此為一種布仑斯惕鹼）。其反應為
B(OH)3 + 2H2O ⇌ B(OH)4− + H3O+
硼酸在反應中為路易士酸，從一個水分子接收電子對，再提供一個氫離子給另一個水分子，因此也是布仑斯惕酸。

## 資料來源
1. ↑  R.H. Petrucci, W.S. Harwood, and F.G. Herring, General Chemistry (8th edn, Prentice-Hall 2002), p.666
2. ↑  G.L. Miessler and D.A. Tarr, Inorganic Chemistry (2nd edn, Prentice-Hall 1998), p.154